# Lijst van Slowaakse autosnelwegen en autowegen

Autosnelwegen en autowegen in Slowakije:
gereed
in aanbouw
in planning

 In Slowakije is op een aantal autosnelwegen een tolvignet verplicht. Motoren hoeven geen tolvignet te hebben. Op 1 augustus 2024 werd ongeveer 200 kilometer van het snelwegnetwerk (rond de steden Bratislava, Nitra, Košice, Prešov, Poprad en Žilina) tolvrij voor voertuigen van minder dan 3,5 ton.

## Autosnelwegen (Diaľnice)
Onderstaande autosnelwegen zijn deels nog in ontwikkeling. De beschreven route betreft het uiteindelijke traject.
| Nr. | E-wegen | Route      | Route                                       | Route               | Lengte (km) | Gereed (km) | In aanbouw (km) | Kaart |
| Nr. | E-wegen | Van        | Via                                         | Naar                | Lengte (km) | Gereed (km) | In aanbouw (km) | Kaart |
| --- | ------- | ---------- | ------------------------------------------- | ------------------- | ----------- | ----------- | --------------- | ----- |
|     |         | Bratislava | Trnava - Trenčín - Žilina - Prešov - Košice | Záhor               | 516,4       | 365,8       | 54,5            |       |
|     |         | Brodské    | Malacky - Bratislava                        | Čunovo              | 80,5        | 80,5        | -               |       |
|     |         | Skalité    | Čadca - Žilina                              | Hričovské Podhradie | 60,8        | 34,8        | 5,7             |       |
|     |         | Jarovce    | ringweg rond Bratislava                     | Devínska Nová Ves   | 47,9        | 5,0         | 27,3            |       |
|     |         |            |                                             |                     | 705,6       | 486,1       | 87,5            |       |

## Autowegen (Rýchlostné cesty)
Onderstaande autowegen zijn deels nog in ontwikkeling. De beschreven route betreft het uiteindelijke traject.
| Nr. | E-wegen | Route            | Route                                      | Route      | Lengte (km) | Gereed (km) | In aanbouw (km) | Kaart |
| Nr. | E-wegen | Van              | Via                                        | Naar       | Lengte (km) | Gereed (km) | In aanbouw (km) | Kaart |
| --- | ------- | ---------------- | ------------------------------------------ | ---------- | ----------- | ----------- | --------------- | ----- |
|     |         | Trnava           | Nitra - Zvolen - Banská Bystrica           | Ružomberok | 221,4       | 170,0       | 0               |       |
|     |         | Trenčín          | Prievidza - Zvolen - Lučenec               | Košice     | 303,8       | 53,6        | 13,5            |       |
|     |         | Trstená          | Martin - Žiar nad Hronom                   | Šahy       | 200         | 19,7        | 0               |       |
|     |         | Vyšný Komárnik   | Svidník - Prešov - Košice                  | Milhosť    | 73,9        | 18,8        | 4,3             |       |
|     |         | Svrčinovec       |                                            | Svrčinovec | 2,0         | 0           | 0               |       |
|     |         | Lysá pod Makytou | Púchov                                     | Beluša     | 25,9        | 2,7         | 0               |       |
|     |         | Bratislava       | Dunajská Streda - Nové Zámky - Veľký Krtíš | Lučenec    | 218,9       | 0           | 32,2            |       |
|     |         | Hradište         | Topoľčany                                  | Nitra      | 54,6        | 0           | 0               |       |
|     |         |                  |                                            |            | 1100,5      | 264,8       | 50,0            |       |

D1 · D2 · D3 · D4   ·  
R1 · R2 · R3 · R4 · R5 · R6 · R7 · R8